# Viktorshöhe

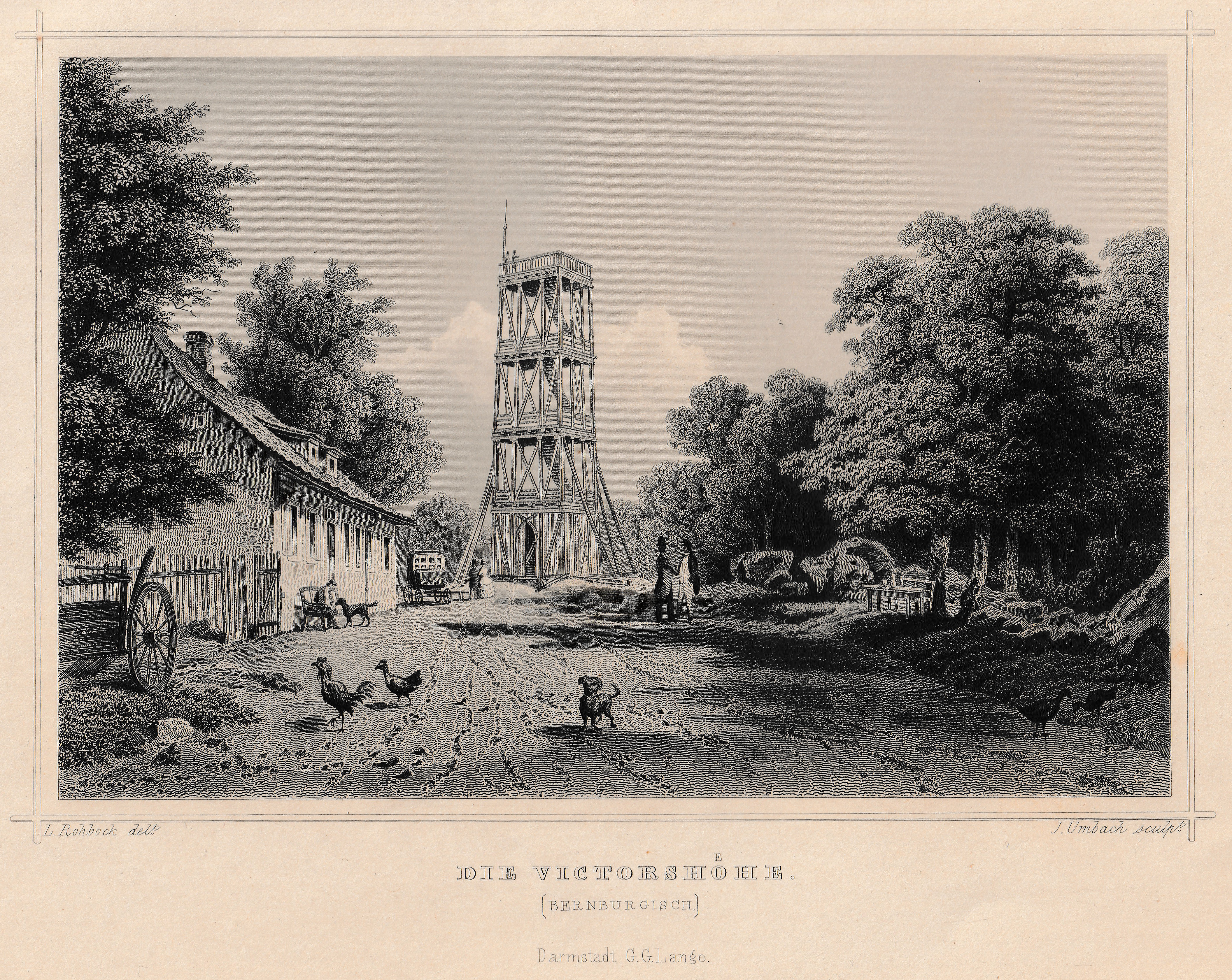
Die Viktorshöhe im 19. Jh.

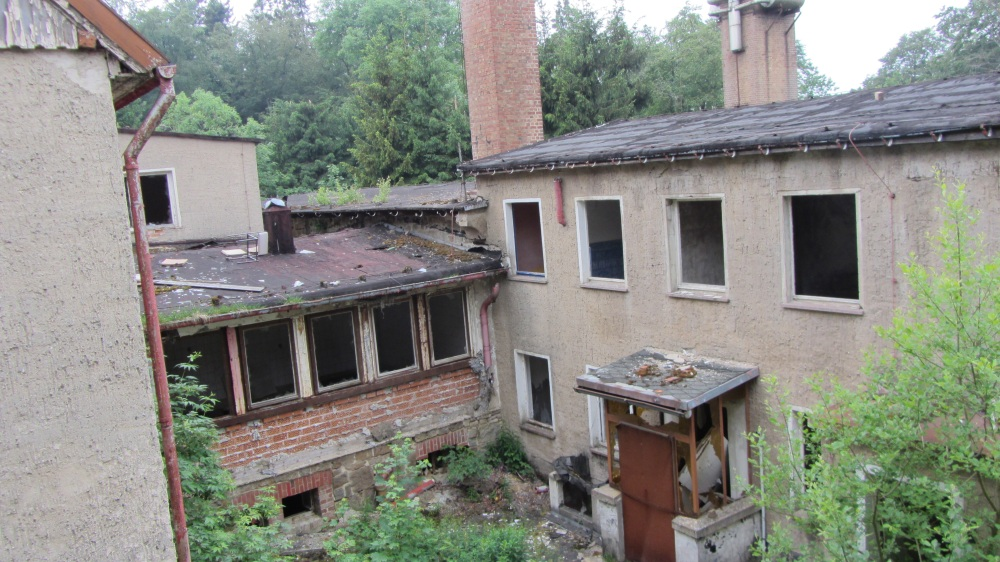
Wirtschaftsgebäude mit Gaststätte des ehemaligen Ferienheimes

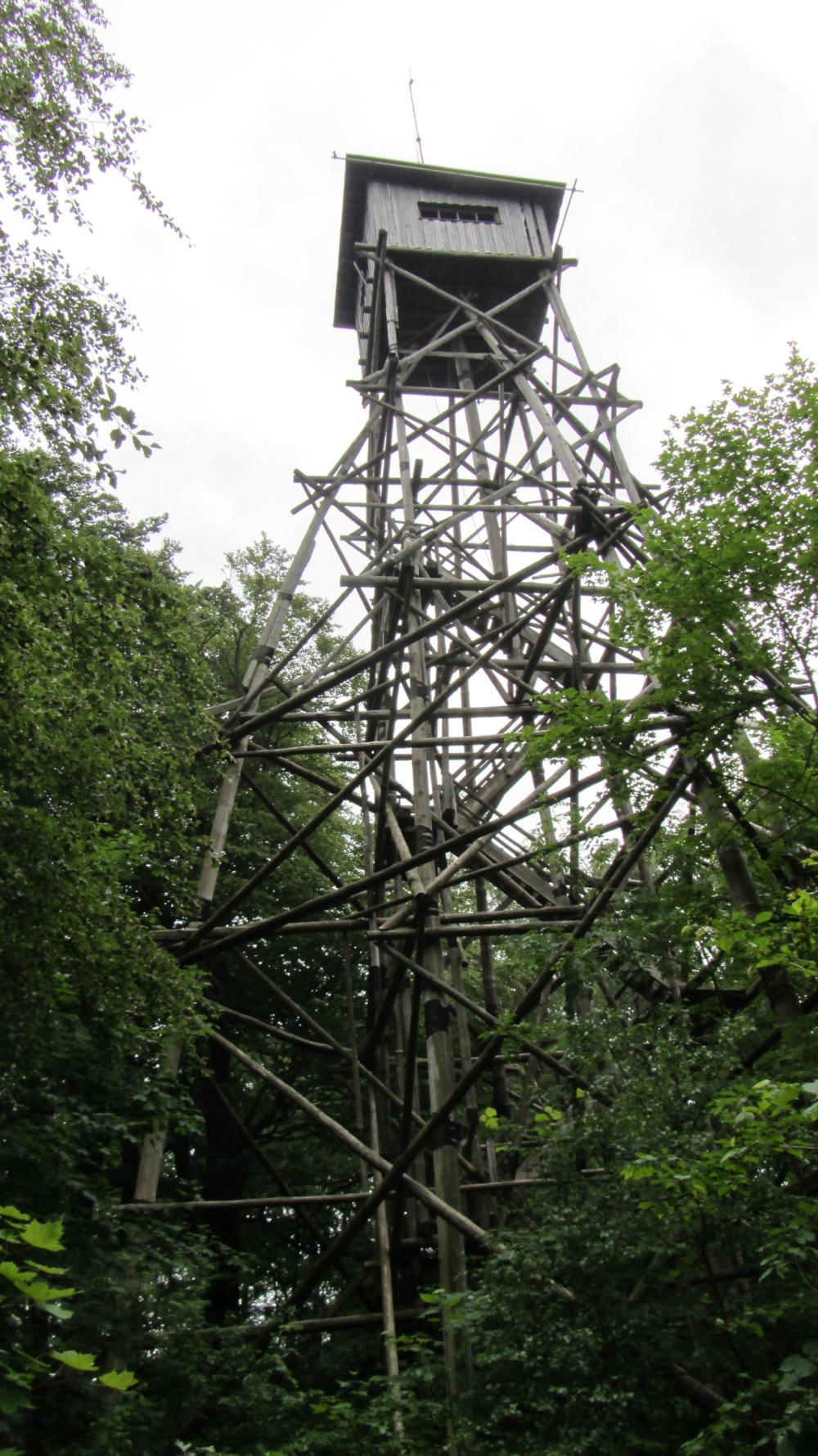
Hölzerner Beobachtungsturm vor dem Einsturz

Die Viktorshöhe ist mit 581,5 m ü. NHN die zweithöchste Erhebung des Höhenzugs Ramberg, eines Granitmassivs im Harz. Sie liegt in der Gemarkung Gernrode der Stadt Quedlinburg im sachsen-anhaltischen Landkreis Harz.

## Geographische Lage
Die Viktorshöhe, früher Victorshöhe, erhebt sich im Naturpark Harz/Sachsen-Anhalt. Ihr Gipfel liegt 5,5 km südwestlich des Quedlinburger Stadtteils Gernrode, 3,2 km östlich des Dorfs Friedrichsbrunn, einem südlichen Ortsteil der Stadt Thale, und 3,7 km nordwestlich von Mägdesprung, einem Ortsteil der Stadt Harzgerode.
Am oder nahe der Viktorshöhe entspringen der Hagentalbach im Nordosten, der Krebsbach im Süden, der Friedenstalbach im Südwesten und der Kältetalbach im Nordwesten. Etwa 1,5 km südwestlich vom Gipfel der Erhebung, die gemächlich in dieser Richtung abfällt, liegt am Friedenstalbach der Bergrat-Müller-Teich mit dem einiges unterhalb davon gelegenen Erichsburger Teich. Zirka 2 km östlich des Gipfels breitet sich der Bremer Teich aus. Auf dem Südwesthang liegen die Felsgruppen der Großen und Kleinen Teufelsmühle.
Etwa 1,8 km westnordwestlich erhebt sich im Naturschutzgebiet Spaltenmoor mit dem Wegenerskopf (587,1 m), der höchsten Erhebung des Rambergmassivs.

## Geschichte und Bauwerke
Das erste Jagdhaus auf der Viktorshöhe wurde auf Veranlassung des Fürsten Viktor Friedrich im Jahr 1750 neben einem Brunnenhäuschen errichtet. Noch im 18. Jahrhundert entstand dort der erste Aussichtsturm. 1892 hatte sich ein auf der Viktorshöhe stehendes Gebäude zu einer beliebten Ausflugsgaststätte entwickelt. 1897 wurde aus Eichenstämmen ein 20 m hoher Turm errichtet, von dem aus eine Aussicht bis zum Kyffhäuser möglich war. Im Jahr 1927 wurde die bis dahin bestehende und mit einem Schankrecht versehene Försterei aufgelöst. Als letzte Förster sind die Herren Jacobi und Sachtler überliefert. Das Anwesen wurde jedoch als Gastwirtschaft weiter betrieben und ausgebaut.
1946 hielt sich der anhaltische Bezirkspräsident Heinrich Deist senior im Gasthaus Viktorshöhe auf. Er wurde Zeuge eines in der Nacht zum 14. Juli 1946 erfolgten Überfalls auf das Gasthaus, der von drei sowjetischen Soldaten verübt wurde. Der Besitzer der Viktorshöhe erhielt Dolchstiche in den Rücken und wurde mit einem Revolver geschlagen. Ihm wurden 600 Reichsmark, ein Radio und Kleidung geraubt. Auch die Hausgäste wurden beraubt. Bis 1958 blieb Saalmann Gastwirt der Viktorshöhe. 1959 wurde die Viktorshöhe Betriebsferienheim, wobei die Gaststätte jedoch öffentlich blieb.
Ende der 1970er Jahre wurde der Gebäudekomplex zu einem Betriebsferienheim des VEB Draht- und Seilwerke Rothenburg. Die daneben befindliche Gaststätte war weiterhin ein beliebtes Wander- und Ausflugsziel. 1990 wurde die Gaststätte geschlossen. Die seit Beginn der 1990er Jahre leerstehenden Gebäude verfallen seitdem. Die zurückgelassenen Einrichtungsgegenstände liegen in der Gegend verstreut und bieten ein Bild von Vandalismus und Verwahrlosung.
Nahe dem Gipfel stand bis zu seinem Einsturz im November 2012 ein hölzerner Turm, welcher unter anderem als Feuerwachturm und Stellfläche für Antennen verschiedener Funkdienste genutzt wurde. In den 1980er Jahren wurde der Turm wegen seiner guten Höhenlage auch von Funkamateuren der damaligen Bezirkscontestmannschaft des DDR-Bezirkes Halle unter dem Amateurfunkrufzeichen Y34H bei zahlreichen internationalen Amateurfunkwettbewerben genutzt. Dieser Turm wurde nicht als Aussichtsturm errichtet, sondern diente als Ort für ein trigonometrisches Hochsignal über einem trigonometrischem Punkt (TP) 1. Ordnung der Landesvermessung und zu diesem Zweck als Beobachtungsturm. Durch den Fortschritt der Technik verlor dieses Hochsignal – wie auch in anderen Bundesländern – an Bedeutung.
Auf der Nordostflanke der Viktorshöhe steht in Gipfelnähe ein Sendeturm, auf ihrer Südostflanke das Ramberger Bärendenkmal.